# Embiotocidae
Famille
Embiotocidae est une famille de poissons téléostéens (Teleostei) de l'ordre des Perciformes.

## Liste des genres
Selon FishBase (8 fev. 2016), World Register of Marine Species (8 fev. 2016) et ITIS (8 fev. 2016) :
- genre Amphistichus Agassiz, 1854
- genre Brachyistius Gill, 1862
- genre Cymatogaster Gibbons, 1854
- genre Ditrema Temminck & Schlegel, 1844
- genre Embiotoca Agassiz, 1853
- genre Hyperprosopon Gibbons, 1854
- genre Hypsurus Agassiz, 1861
- genre Hysterocarpus Gibbons, 1854
- genre Micrometrus Gibbons, 1854
- genre Neoditrema Steindachner in Steindachner & Döderlein, 1883
- genre Phanerodon Girard, 1854
- genre Rhacochilus Agassiz, 1854
- genre Zalembius Jordan & Evermann, 1896

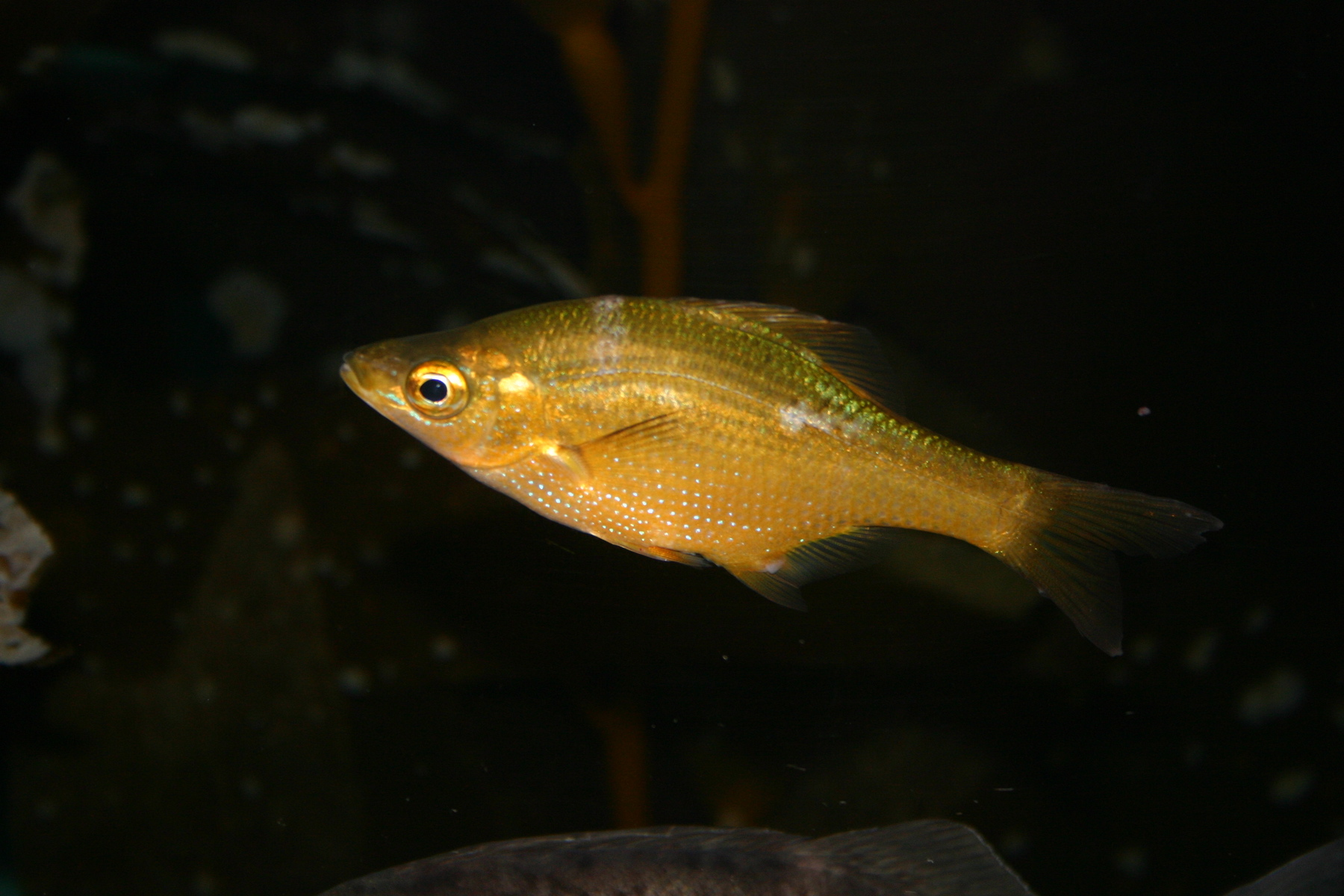
Brachyistius frenatus
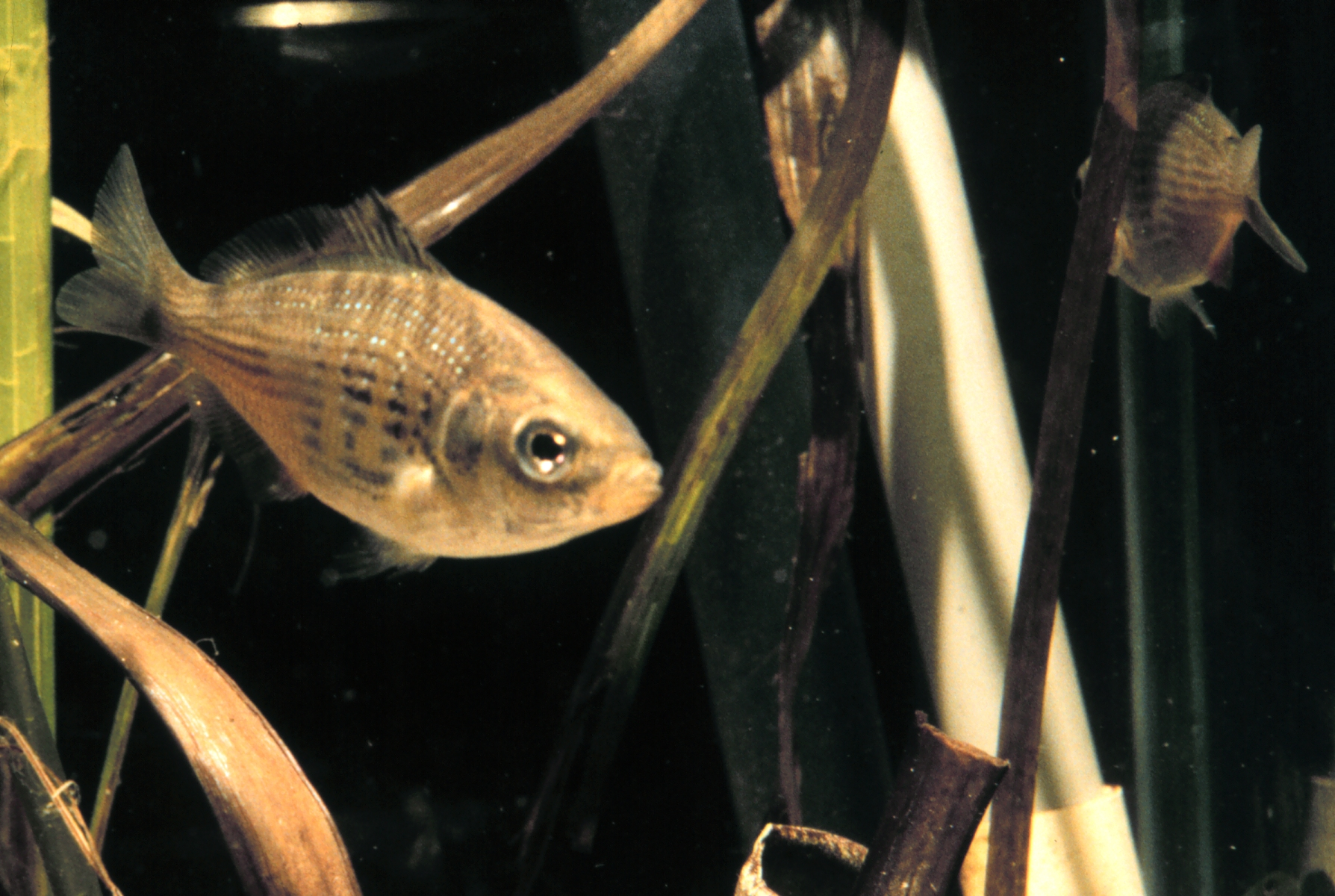
Cymatogaster aggregata
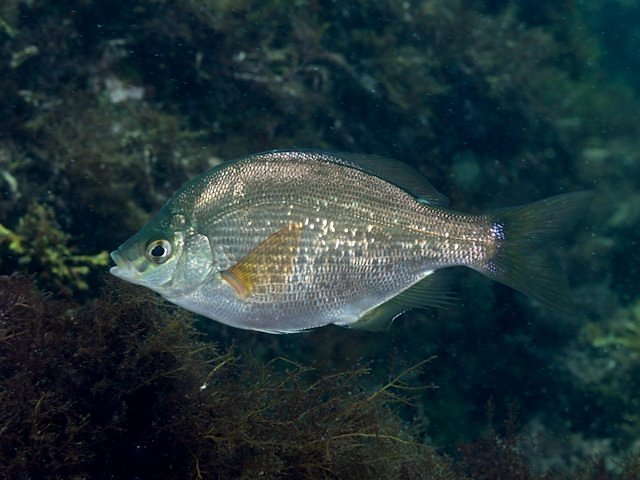
Ditrema temminckii
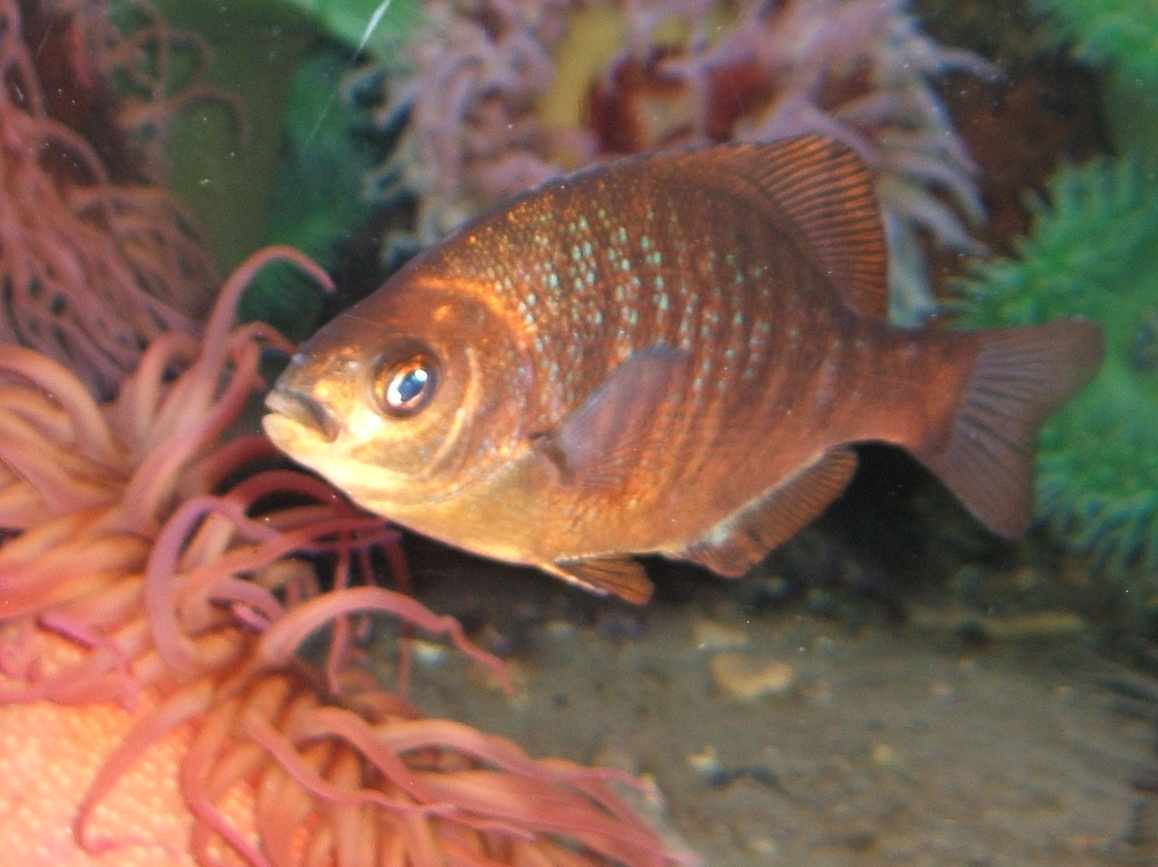
Embiotoca jacksoni
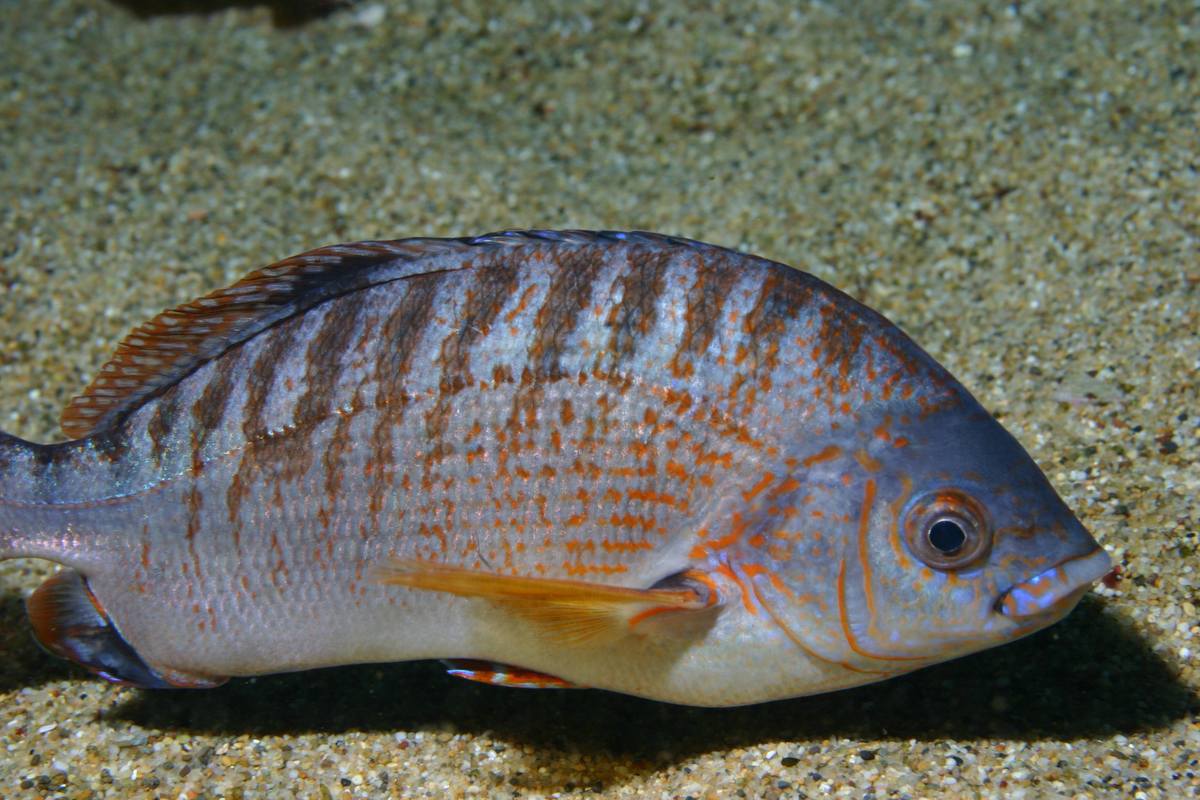
Hypsurus caryi
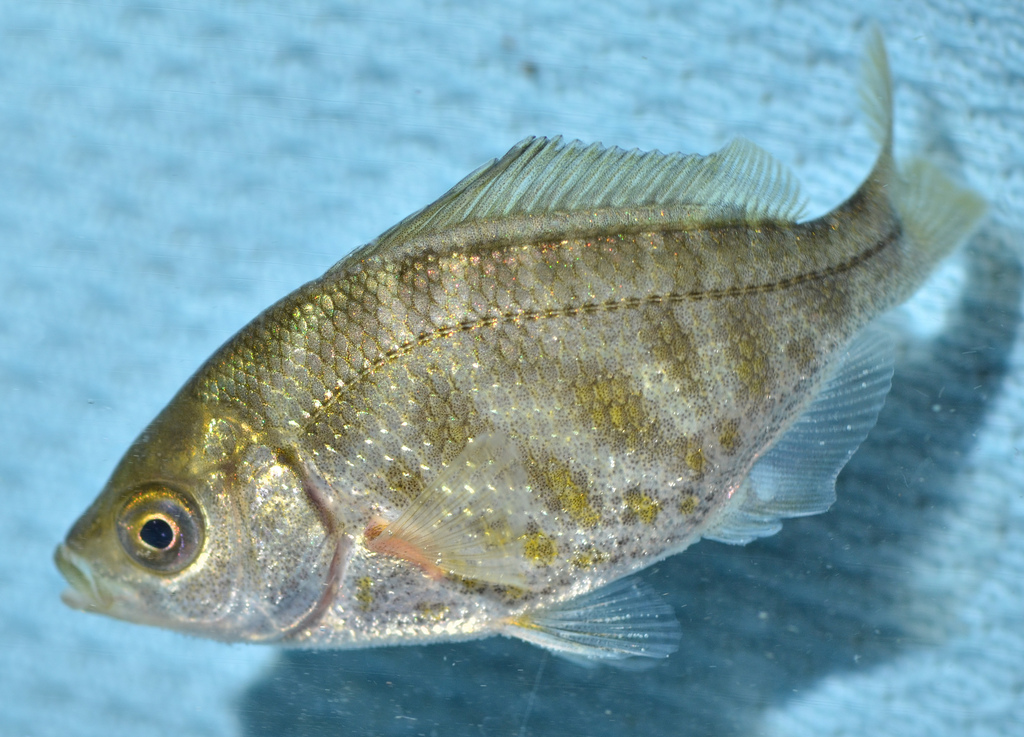
Hysterocarpus traskii
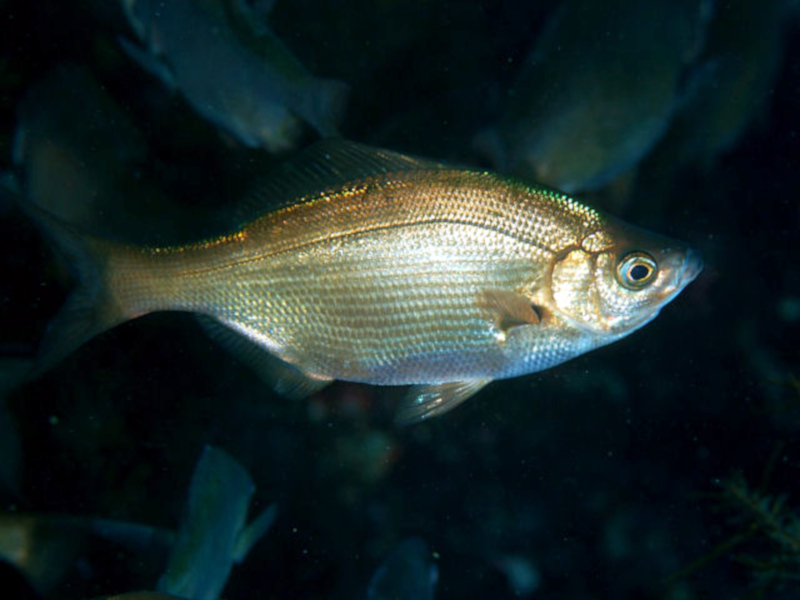
Neoditrema ransonnetii
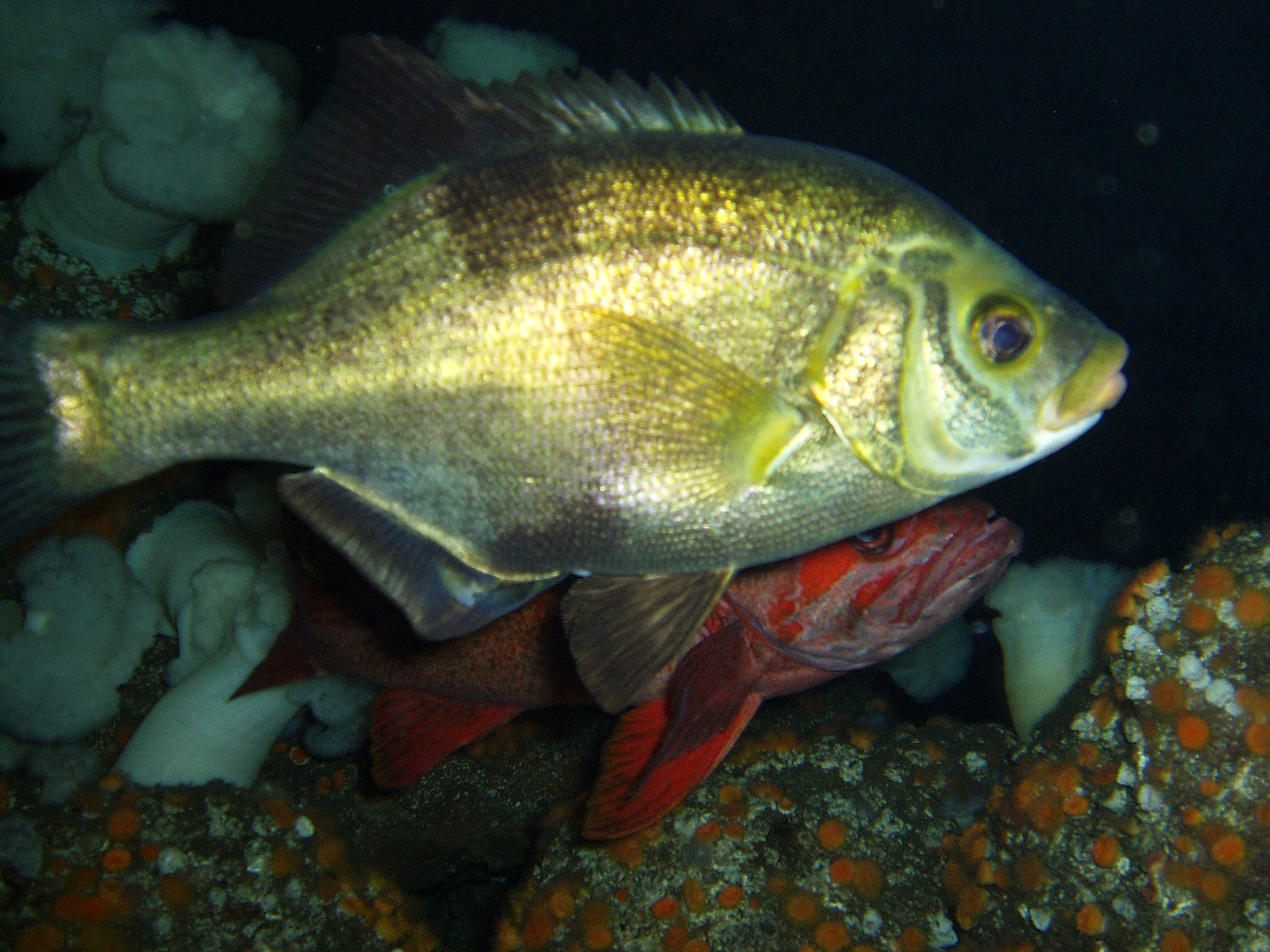
Rhacochilus toxotes